# 佐桑徹
佐桑 徹（さくわ とおる、1958年11月5日 - 2024年8月6日）は、日本の団体役員。日本経済団体連合会の関連団体である一般財団法人経済広報センターの前常務理事・前国内広報部長。広報専門誌「月刊 経済広報」の前編集長。環太平洋大学経営学部元客員教授。

## 人物
1958年、栃木県に生まれる。慶応義塾大学経済学部卒業。在学時代はゴルフ部に所属。
新卒社員として1981年に経団連事務局へ入局。その後、1990年から８年間の東京新聞（中日新聞）経済部記者を経て、1998年、一般財団法人経済広報センターに入局。2005年より国内広報部長を務める。2015年からは常務理事を兼任。
2013年から明治学院大学の特別講師、2014年から北京伝播大学の招聘教員などを務め、その後も早稲田大学の招聘講師、慶応義塾大学の講座講師、東京工業大学の非常勤講師などを歴任。2017年には環太平洋大学経営学部の客員教授に就任。
広報歴30年間、記者歴8年間の経験を通じて、長年にわたり、経済界と社会とのコミュニケーションを促進する役割を担い企業広報を支援してきた。
2024年8月6日死去。65歳没。

## 年譜
- 1958年：栃木県生まれ
- 1977年 : 栃木県立足利高等学校卒業
- 1981年：慶応義塾大学経済学部卒業
- 1981年：経団連入局
- 1990年：東京新聞（中日新聞）経済部記者
- 1998年：一般財団法人経済広報センター入局
- 2005年：国内広報部長
- 2015年：常務理事

## 著書
- 『図解でわかる部門の仕事[広報部]』（日本能率協会マネジメントセンター 2004年）
- 『実践 戦略的社内コミュニケーション』（日刊工業新聞社 2005年）
- 『広報・PR効果は本当に測れないのか？』（ダイヤモンド社 2007年）
- 『ウェブ時代の企業広報』（同友館 2008年）
- 『新時代の広報: 企業価値を高める企業コミュニケーション』（同友館 2017年）
- 『人を活かし組織を変えるインターナル・コミュニケーション経営』（経団連事業サービス 2019年）
- 国際環境経済研究所への寄稿記事多数[6]。